# El Porvenir, Francisco Morazán
El Porvenir är en ort i Honduras.   Den ligger i departementet Departamento de Francisco Morazán, i den sydvästra delen av landet, 40 km söder om huvudstaden Tegucigalpa. El Porvenir ligger 556 meter över havet och antalet invånare är 3 153.
Terrängen runt El Porvenir är lite bergig. Runt El Porvenir är det ganska glesbefolkat, med 29 invånare per kvadratkilometer. Närmaste större samhälle är Pespire, 18,9 km söder om El Porvenir. Omgivningarna runt El Porvenir är en mosaik av jordbruksmark och naturlig växtlighet.